# Flet z mandragory

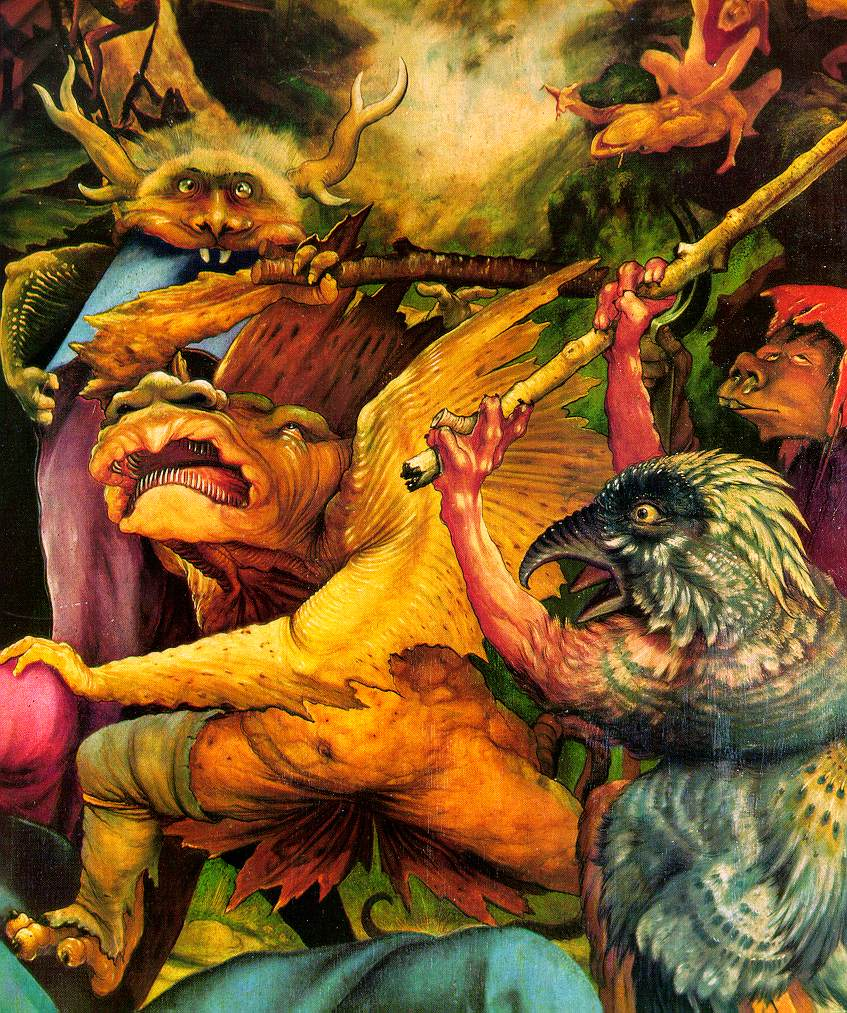
Kuszenie św. Antoniego, Matthias Grünewald – ikonografia wykorzystana w powieści

Flet z mandragory – polska powieść sensacyjno-fantastyczna Waldemara Łysiaka ukończona w roku 1978, a wydana w roku 1981 przez wydawnictwo Czytelnik. Dwa lata później ukazało się drugie wydanie - Krajowa Agencja Wydawnicza, Kraków 1983, a w 1996 roku - trzecie, przerobione przez autora stylistycznie. Czwarte wydanie ukazało się w 2009 roku nakładem wydawnictwa Nobilis. 
Akcja utworu rozgrywa się w nieznanym totalitarnym kraju, pełnym przemocy, terroru i głupoty; głównym bohaterem jest oficer policji, będący z wykształcenia historykiem sztuki. Narracja obfituje w liczne poetyckie dygresje o sztuce i mitologii. Powieść została przez wielu czytelników i niektórych recenzentów uznana za najwybitniejszą w literaturze pięknej analizę totalitaryzmu.
Jeden z recenzentów napisał o "Flecie z mandragory": Książka Łysiaka (...) baśniowa i realistyczna, budująca świat historyczny i współczesny zarazem – mało przypomina klasyczne dystopie. Opowiada o policyjno-inwigilacyjnym obłędzie (...), proponuje nam rzecz o sadyzmie, przemocy policyjnej i manipulacji (...) Książka jest i zarazem nie jest anachroniczna. Bywało, że niosła intuicje wyprzedzające swój czas, bywało, że czas ją dublował.